# 노스롭 X-4 밴텀

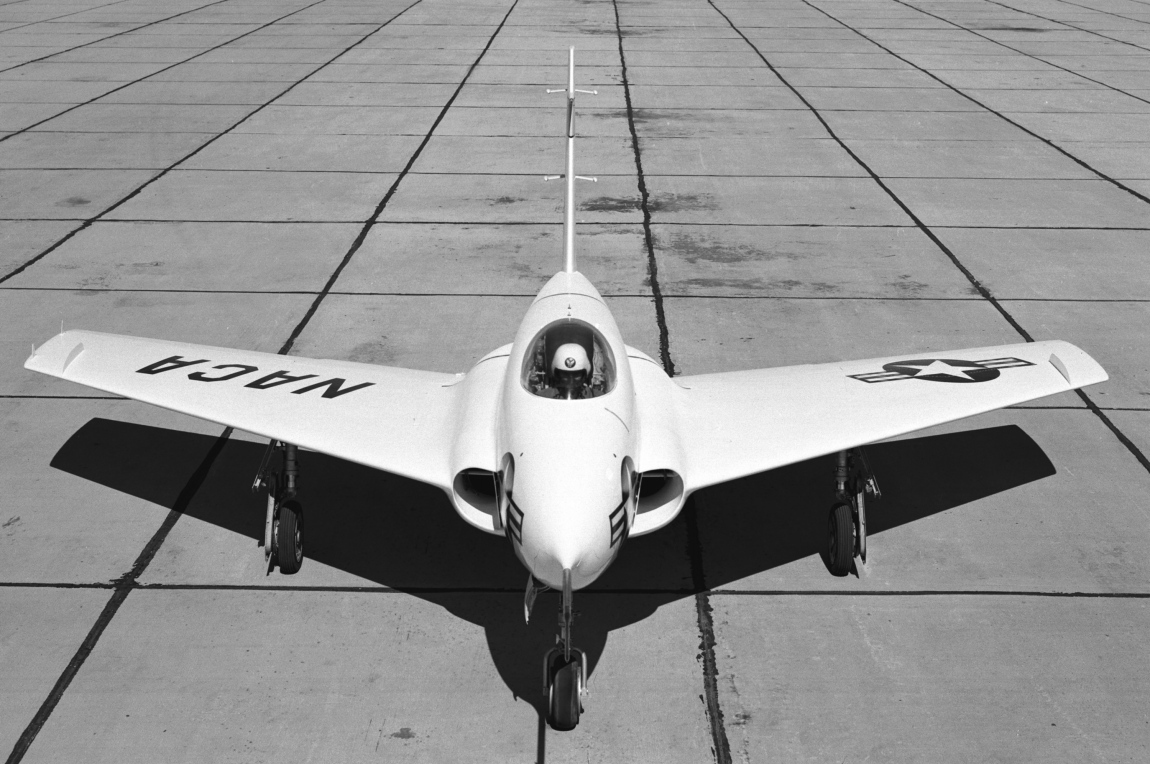
X-4 밴텀

노스롭 X-4 밴텀(Northrop X-4 Bantam)은 1948년 노스롭 코퍼레이션이 제조한 프로토타입 소형 쌍발 제트기였다. 수평 꼬리 표면이 없었고 대신 승강키와 보조 날개의 결합 표면(엘러본)을 사용하여 피치와 롤 자세를 거의 정확히 제어했다. 나치 독일 루프트바페의 유사한 형식의 로켓 추진식 메서슈미트 Me 163과 같은 방식이다. 일부 공기 역학자들은 수평 꼬리를 제거하면 날개와 수평 안정판의 초음속 충격파의 상호 작용으로 인해 발생하는 빠른 속도에서의 안정성 문제(충격 실속)도 사라질 것이라고 제안했다. 아이디어에는 장점이 있었지만 당시의 비행 제어 시스템으로 인해 X-4가 성공하지 못했다.

## 같이 보기
- X플레인 목록

## 참고문헌
- Hallion, Richard P (1977). “X-4 – A Bantam Explorer”. 《Air Enthusiast Quarterly》. Three호. 18–25쪽. ISSN 0143-5450.
- Pelletier, Alain J. "Towards the Ideal Aircraft: The Life and Times of the Flying Wing, Part Two". Air Enthusiast, No. 65, September–October 1996, pp. 8–19. ISSN 0143-5450.
- NASA-Dryden X-4 Fact Sheet 보관됨 2021-01-28 - 웨이백 머신